# Territórios do Sacro Império Romano-Germânico fora dos Círculos Imperiais

Mapa dos Círculos Imperiais em 1560. Os territórios em branco são os que não pertenciam a nenhum dos Círculos Imperiais.

Quando os Círculos Imperiais (em latim: Circuli imperii em alemão:  Reichskreise), que compreende um agrupamento regional dos territórios do Sacro Império Romano-Germânico, foram criados como parte da Reforma Imperial de 1500 na Dieta de Augsburgo, muitos territórios imperiais permaneceram sem círculo.
Inicialmente seis círculos foram estabelecidos a fim de garantir e reforçar a Paz Pública (Landfrieden) declarada pelo imperador Maximiliano I e da competência do Reichskammergericht. Ele não incorporou os territórios dos príncipes-eleitores e das Terras Austríacas na sua decisão, estas governadas pela Casa de Habsburgo. Somente em 1512 na Dieta de Trier é que estes estados (com exceção do Reino da Boémia) foram incluídos nos círculos da Borgonha, Austríaco, Superior da Saxônia, e Eleitoral do Reno, confirmado em 1521 na Dieta de Worms.
Após 1512, a maior parte dos territórios remanescentes não composta por círculos imperiais eram as Terras da Coroa da Boêmia a Antiga Confederação Helvética e os Territórios Italianos. Além destes, há também um número considerável de territórios menores que retiveram a Imediatidade imperial, como as Vilas Imperiais (Reichsdörfer), e as terras na posse de Cavaleiros Imperiais (Reichsritter).

## Lista dos territórios sem círculos

### Terras da Coroa da Boêmia
- O Reino da Boêmia (Boêmia propriamente)
- O boêmio Marca de Morávia
- Os ducados Piast da Silésia, em grande parte conquistados pela Prússia em 1742
  - Na Baixa Silésia:
    - O Ducado da Silésia-Wrocław, governado pelos reis da Boêmia desde 1335
    - O Ducado de Nysa, governado pelos príncipes-bispos de Wrocław
    - O Ducado de Legnica
    - O Ducado de Jawor, governado pelos reis da Boêmia desde 1392
    - O Ducado de Brzeg
    - O Ducado de Głogów
    - O Ducado de Żagań, governado pela saxônica Casa de Wettin até 1549
    - O Ducado de Oels
    - O Ducado de Bierutów
    - Ducado de Ziębice

  - Na Alta Silésia:
    - O Ducado de Opole
    - O Ducado de Racibórz
    - O Ducado de Cieszyn
    - O Ducado de Opava, estabelecido no território da Morávia em 1269
    - O Ducado de Krnov, particionado de Opava em 1377

  - Incluídos os estados contaisontais de
    - Pszczyna
    - Syców
    - Żmigród
    - Milicz
    - Bytom Odrzański
    - Bytom
- As marcas da Alta (Bautzen) e Baixa Lusácia (Lübben), cedida a Saxônia em 1635, incluindo os estados contais de
  - Muskau
  - Seidenberg
  - Hoyerswerda
  - Königsbrück, desde 1562
- O Condado de Kladsko, conquistado pela Prússia em 1742

### Antiga Confederação Helvética
A Antiga Confederação Helvética manteve-se parte do Sacro Império Romano-Germânico até 1648, quando ganhou a independência formal pela Paz de Vestfália.
- Os Trinta Cantões
  - A cidade de Zürich, desde 1351
  - A cidade e a república de Berna, desde 1353; associada desde 1323
  - A cidade de Lucerne, desde 1332
  - Uri, cantão fundador (Carta Federal de 1291)
  - Schwyz, cantão fundador
  - Unterwalden (Obwalden e Nidwalden), cantão fundador
  - Zug, desde 1352
  - Glarus, desde 1352
  - A cidade de Fribourg, desde 1481; associada desde 1454
  - A cidade de Solothurn, desde 1481; associada desde 1353
  - A cidade de Basel, desde 1501
  - A cidade de Schaffhausen, desde 1501; associada desde 1454
  - Appenzell, a partir de 1513; associada desde 1411
- Associações
  - A cidade de Biel/Bienne, desde 1353
  - O condado de Neuchâtel, desde 1406
  - A república de Valais, desde 1416/1417
  - Abadia de Saint Gall, desde 1451
  - A cidade de St. Gallen, desde 1454
  - As cidades livres das Três Ligas desde 1497/1499
  - A cidade de Mühlhausen (Mulhouse), a partir de 1515
  - A cidade de Geneva, a partir de 1519
  - O Principado Episcopal de Basel, a partir de 1579

### Itália
- O Ducado de Mântua, liderado pela Cada de Gonzaga até 1708, quando passou para os Habsburgos
- O Ducado de Milão, liderado pela Casa de Sforza até 1535, e depois pelos Habsburgos
- O Ducado de Módena e Régio, liderado pela Casa de Este
- A Marca de Monferrato, liderado pela dinastia paleóloga e desde 1533 pela Casa de Gonzaga
- O Ducado de Parma, desde 1545, liderado pela Casa de Farnese até 1731, e, em seguida, principalmente pela Casa de Bourbon
- A República Florentina, desde 1532 o Ducado de Florença, desde 1569 o Grão-ducado da Toscana, governado pela Casa de Médici até 1737, e após pela Casa de Lorena
- A República de Gênova
- A República de Luca
- A República de Siena até 1555, quando foi anexada por Florença
- Outros feudos imperiais pequenas, incluindo o Marquesado de Saluzzo, o Ducado de Guastalla, o Ducado de Mirandola, o Ducado de Massa e Carrara, o Ducado de Sabbioneta, etc.

### Outros territórios
- Os Territórios dos Cavaleiros Imperiais
- As Vilas Imperiais
- territórios menores, tais como:
  - O Condado de Montbéliard
  - O Senhorio de Schmalkalden
  - O Senhorio de Jever
  - A república de camponeses de Dithmarschen (até sua incorporação por Holstein em 1559)